# Al-Kawthar
Al-Kawthar (arabe : سُورَةُ ٱلْكَوْثَرِ, français : L’Abondance) est le nom traditionnellement donné à la 108e sourate du Coran, le livre sacré de l'islam. Elle comporte 3 versets. Rédigée en arabe comme l'ensemble de l'œuvre religieuse, elle fut proclamée, selon la tradition musulmane, durant la période mecquoise.

## Origine du nom
Bien que ne faisant pas partie de la proclamation, la tradition musulmane a donné comme nom à cette sourate L’Abondance, en référence au contenu du premier verset : « 1.  Certes, Nous t'avons donné l'Abondance. ».

## Historique
Il n'existe à ce jour pas de sources ou documents historiques permettant de s'assurer de l'ordre chronologique des sourates du Coran. Néanmoins selon une chronologie musulmane attribuée à Ǧaʿfar al-Ṣādiq (VIIIe siècle) et largement diffusée en 1924 sous l’autorité d’al-Azhar,, cette sourate occupe la 15e place. Elle aurait été proclamée pendant la période mecquoise, c'est-à-dire schématiquement durant la première partie de l'histoire de Mahomet avant de quitter La Mecque. Contestée dès le XIXe par des recherches universitaires, cette chronologie a été revue par Nöldeke,, pour qui cette sourate est la 5e.
Les sourates de la fin du Coran sont généralement considérées comme appartenant aux plus anciennes. Elles se caractérisent par des particularités propres. Elles sont brèves, semblent issues de proclamations oraculaires (ce qui ne signifie pas, pour autant, qu’elles en sont des enregistrements), et contiennent de nombreux hapax.
Pour Nöldeke et Schwally, la quasi-totalité des sourates 69 à 114 sont de la première période mecquoise. Neuwirth les classe en quatre groupes supposés être chronologiques. Bien que reconnaissant leur ancienneté, certains auteurs refusent de les qualifier de « mecquoises », car cela présuppose un contexte et une version de la genèse du corpus coranique qui n’est pas tranchée. Cette approche est spéculative.
En effet, ces textes ne sont pas une simple transcription sténographique de proclamation mais sont des textes écrits, souvent opaques, possédant des strates de composition et des réécritures. Cela n’empêche pas ces sourates de fournir des éléments contextuels (comme l’attente d’une Fin des Temps imminente chez les partisans de Mahomet). Ces textes sont marqués par une forme de piété tributaire du christianisme oriental. 
Pour Nöldeke, Schwally et Blachère, cette sourate date de la première période mecquoise. Certains exégètes considèrent qu’elle fait référence à la mort de l'un des fils de Mahomet et qu’elle serait plus récente. Bell considère que la référence au sacrifice l’inclut dans les sourates médinoises. Pour certains auteurs, le début de cette sourate pourrait être perdu. Bell considère cette sourate comme un fragment, proposant qu’il est la suite du verset Q.74 :36.
Certains exégètes ont voulu rapprocher cette sourate d’épisodes de la vie de Mahomet. Cela ne va nullement de soi, cette sourate étant allusive et près d'un mot sur quatre qu'elle contient est un hapax. Pour Neuenkirchen, « il est facile de lui faire dire ce que l’on veut ».

## Interprétations
De nombreux traducteurs, tout au long de l'histoire, ont été embarrassés par la traduction de cette sourate. Deux interprétations traditionnelles principales de cette sourate existent. Soit elle parle d'un des fleuves du Paradis offert par Allah au prophète Mahomet le jour du Jugement dernier — à la fin des temps, soit d'un « bien abondant » qui lui est donné. Bien que la première prévale, elle n'a, pour Claude Gilliot, « aucun fondement lexical ». Pour corriger cette incohérence, ce fleuve est parfois associé à des biens reçus en récompense comme le musc. « L’imaginaire paradisiaque a vu le jour dans le milieu des sermonnaires et des combattants de la guerre sainte », « on pouvait encore « broder » sur les traditions attribuées au Prophète ».
Alors que les traductions canoniques de Al-Kawthar sont « abondance », « bienfait » ou encore « affluence » (dans celle de Jacques Berque), ce terme est un hapax et Luxenberg y voit un terme d’origine syro-araméenne, et le traduit par « persévérance ». L'étude des autres mots ambigus de cette sourate lui permet d'y reconnaître une réminiscence de la première épître de Pierre (5, 8-9) de la Peshitta.
La tournure du premier verset de la sourate a permis à Theodor Nöldeke d'émettre l’hypothèse d'un début de sourate qui serait aujourd'hui perdu.

Texte de la sourate (Coran datant de 1874)
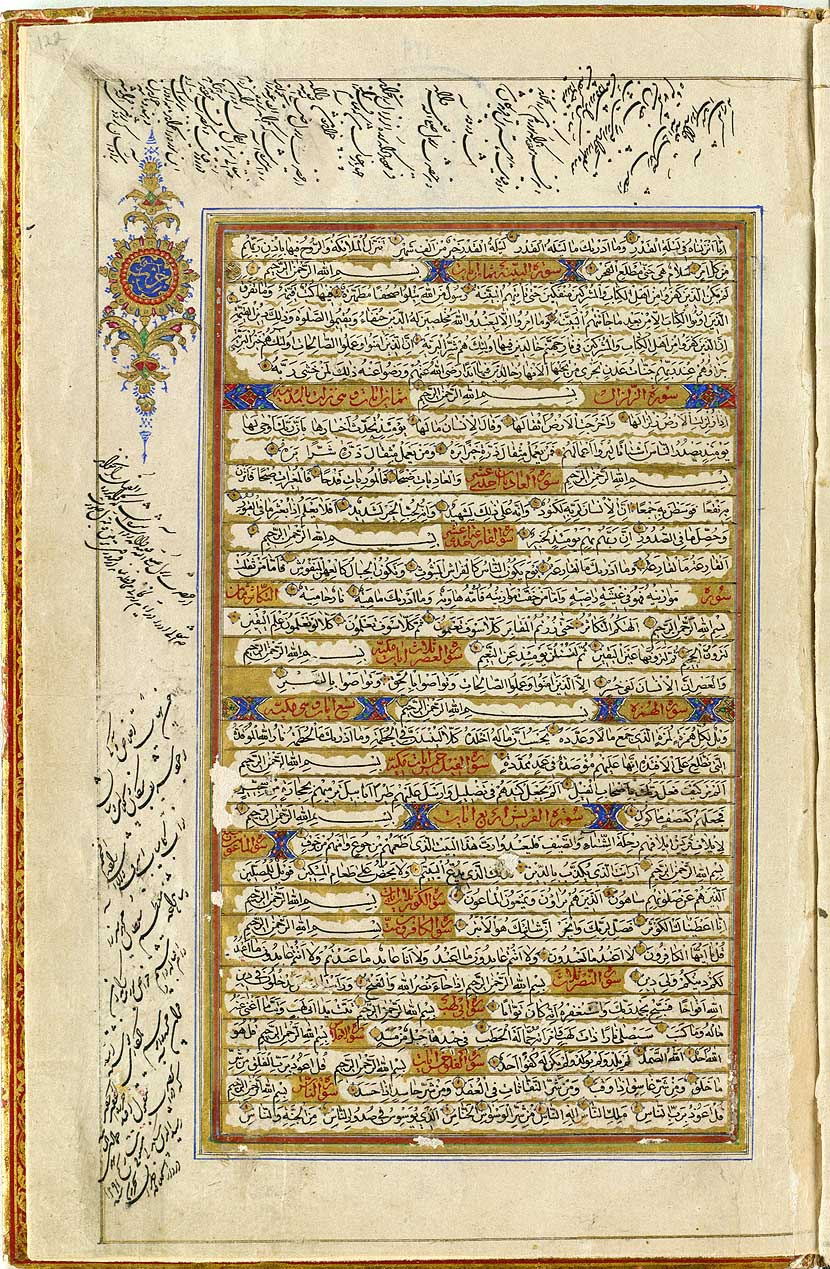